# Vaggelīs Aggelou
Euaggelos Aggelou, detto Vaggelīs (in greco Ευάγγελος "Βαγγέλης" Αγγέλου?; Calcide, 11 novembre 1962), è un allenatore di pallacanestro ed ex cestista greco.